# Bronisław Handelsman
Bronisław Handelsman (ur. 25 stycznia 1859 w Warszawie, zm. 17 lipca 1935 w Iwoniczu-Zdroju) – polski lekarz gastrolog, działacz społeczny.

## Życiorys
Urodził się w rodzinie kupieckiej w Warszawie. Tam też, w 1876 ukończył naukę w gimnazjum. Następnie ukończył studia medyczne na Uniwersytecie Warszawskim, podczas których zaangażował się w działalność lewicowych kręgów niepodległościowych. W 1883 uzyskał dyplom lekarza i podjął specjalizację z gastrologii w Wiedniu i Berlinie. W późniejszym okresie przebywał w Wieruszowie na praktyce lekarskiej, tam też został aresztowany i oskarżony o działalność w organizacji rosyjskich rewolucjonistów Narodnaja Wola i związki z jej działaczem – Marcelim Janczewskim. Po kilkumiesięcznym pobycie w areszcie, został z niego zwolniony.
W 1890 przeniósł się do Łodzi, gdzie został ordynatorem w szpitalu miejskim św. Aleksandra, pozostając na stanowisku przez 25 lat. Był również przez kilka lat naczelnym lekarzem tego szpitala. Podczas I wojny światowej w trakcie okupacji niemieckiej był członkiem Sekcji Szkolnej Głównego Komitetu Obywatelskiego w Łodzi. Pod koniec życia kierownikiem III przychodni miejskiej w Łodzi.
Był członkiem zwykłym i członkiem honorowym Łódzkiego Towarzystwa Lekarskiego, członkiem Towarzystwa Krzewienia Oświaty, Polskiego Towarzystwa Badań nad Dziećmi, Towarzystwa „Bikur Cholim”. Należał to oświatowego towarzystwa „Uczelnia”, w ramach którego w 1906 był inicjatorem powstania Gimnazjum Polskiego w Łodzi, a także współzałożycielem żeńskiego gimnazjum im. Elizy Orzeszkowej (1906) i Gimnazjum Społecznego Męskiego (1922). Pracował także jako lekarz szkolny, był współtwórcą ambulatoriów lekarskich dla dzieci. Ponadto publikował artykuły w prasie naukowej, m.in. w „Czasopiśmie Lekarskim” oraz był autorem podręczników medycznych.
Został pochowany na nowym cmentarzu żydowskim przy ul. Brackiej w Łodzi.

### Życie prywatne
Jego bratem był historyk – Marceli Handelsman. Miał córkę Halinę Wittlin – nauczycielkę, żonę poety Józefa Wittina.

## Publikacje
- Choroby zawodowe. (wąglik, zatrucie ołowiem, zatrucie rtęcią). O chorobach zawodowych, podlegających ubezpieczeniu, 1934
- Higjena. Podręcznik dla szkół średnich, Nakł. Księgarni Ludwika Fiszera, 1921
- Krótki zarys anatomji, fizjologji i higjeny. Podręcznik dla klas wyższych szkół powszechnych, Księg. L. Fiszer, 1920
- O gruźlicy i zwalczaniu jej przy pomocy szkoły, nakł. i druk Z. Manitus, 1921
- Wskazówki dla chorych na żołądek, K. Neumiller, 1930
- Wskazówki dla lekarzy szkolnych, Księg. L. Fiszer, 1916
- Zasady pielęgnowania chorych dla użytku pielęgniarek, Księg. L. Fiszer, 1920

### Tłumaczenia
- Chajes B.(inne języki), Kompendium higieny społecznej, nakł. Ksiegarni Ludwika Fiszera, 1924,
- Seifert O.(inne języki), Diagnostyka lekarsko-kliniczna, Wydawnictwo Naukowe „Wiedza”, 1925,
- Matthes M.(inne języki), Podręcznik diagnostyki różniczkowej chorób wewnętrzych, Wydawnictwo Naukowe „Wiedza”, 1930,
- Mering J., Podręcznik chorób wewnętrznych, tom I-II,1927 (tłum. wspólnie z Józefem Luxenburgiem).